# Базилевський Володимир Олександрович
Володи́мир Олекса́ндрович Базиле́вський (нар. 14 серпня 1937, село Байдакове, Онуфріївського району Кіровоградської області) — український поет, письменник, літературний критик, перекладач.
Член Національної спілки письменників України (від 1972 року).

## Біографія
Народився 14 серпня 1937 р. в селі Байдакове, Омельницька сільська рада, Онуфріївського району Кіровоградської області в сім'ї службовця. 1962 року закінчив філологічний факультет Одеського університету.
Працював кореспондентом газет «Чорноморська комуна» (Одеса), «Кіровоградська правда» (Кіровоград), старшим редактором видавництва «Промінь» (Дніпропетровськ), керівником літературної студії «Сівач» (Кіровоград).
Був членом КПРС.
Друкуватися почав 1954 року.
Автор книжок поезії «Поклик простору» (1977), «Допоки музика звучить» (1982), «Чуття землі небесне» (1983), «Труди і дні» (1984), «Вибране» (1987), «Колодязь» (1988), однотомника вибраних поетичних творів «Вертеп» (1992), «Вокзальна площа» (1995), «Украдене небо» (1999), «Віварій» (2004), «Кінець навігації» (2004), «Крик зайця» (2004), «Читання попелу» (2007), «Шляхами вітру» (2011) та книг критичної прози «І зав'язь дум, і вільний лет пера» (1990), «Лук Одіссеїв» (2005), «Холодний душ історії» (2008), публіцистики "Ці довгі сурові зими"(1979). 

## Премії
- 1990 — літературна премія ім. Павла Тичини (за книгу «Колодязь»);
- 1996 — Державна премія України імені Тараса Шевченка (за книгу «Вертеп»);
- 2005 — літературна премія ім. Володимира Свідзінського (за поетичні збірки «Віварій» і «Кінець навігації»)[1];
- 2006 — літературна премія ім. Євгена Плужника (за книгу «Крик зайця»);
- 2006 — Міжнародна літературна премія ім. Пантелеймона Куліша (за книгу «Холодний душ історії»).

## Електронні джерела
- Базилевський Володимир Олександрович. Біографія [Архівовано 30 вересня 2007 у Wayback Machine.]
- Володимир Базилевський. Збірка віршів «Чуття землі небесне» [Архівовано 13 жовтня 2009 у Wayback Machine.]
- https://web.archive.org/web/20120423082500/http://www.nspu.org.ua/dovidnyk/Б
- Володимир Базилевський: «Велика література — духовна за своєю суттю…»

| українська персоналія | Це незавершена стаття про особу, що має стосунок до України. Ви можете допомогти проєкту, виправивши або дописавши її. |